# Escape to Life. Deutsche Kultur im Exil
Escape to Life. Deutsche Kultur im Exil ist ein von Erika und Klaus Mann verfasstes Buch über die künstlerischen, wissenschaftlichen und politischen Repräsentanten der deutschen Emigration während des Nationalsozialismus.
Es handelte sich hierbei um eine Auftragsarbeit des US-amerikanischen Verlagshauses Houghton Mifflin Company aus Boston, das ein umfassendes und informatives Who’s Who in Exile herausbringen wollte. Die Verfasser befanden sich selbst im amerikanischen Exil. Viele der porträtierten Musiker, Literaten, Künstler, Wissenschaftler und Mediziner verkehrten im Haus ihres Vaters Thomas Mann. Der 1939 unter dem englischen Originaltitel Escape to Life veröffentlichte Band umfasste 375 Seiten und enthielt bebilderte Kurzbiografien, Anekdoten und Charakteranalysen deutscher und österreichischer Exilanten wie Albert Einstein, Lion Feuchtwanger, Sigmund Freud, George Grosz, Ferdinand Kramer, Thomas Mann, Max Reinhardt, Arnold Schönberg, Ernst Toller, Bruno Walter und Stefan Zweig. Das Kapitel Kultur im Dritten Reich befasste sich dagegen mit Personen, die sich mit dem nationalsozialistischen Deutschland arrangiert hatten, wie zum Beispiel Gustaf Gründgens. 
Das Buch war bei Erscheinen ein großer Erfolg. Die deutschsprachige Ausgabe mit dem Untertitel Deutsche Kultur im Exil erschien erstmals 1991 mit einem Nachwort des Herausgebers Heribert Hoven bei der edition spangenberg in München. Die Originalausgabe in englischer Sprache war ehemals aus dem Deutschen von der in Zürich lebenden Dozentin Mary Hottinger-Mackie übersetzt worden, für die deutsche Ausgabe sind 95 Prozent der ehemals deutschen Texte erhalten, der Rest wurde zurückübersetzt.

## Rezeption
- „Klaus Mann ist von einer jungen Generation neu entdeckt worden und findet Beachtung als außergewöhnlicher Mensch, Künstler und homo politicus, der als Vermittler eines besseren Deutschlands, die meisten seiner Zeitgenossen an Bedeutung überragte.“ (Aus dem Vorwort von Heribert Hoven/Eberhard Spangenberg zur deutschsprachigen Ausgabe von Escape to Life. Deutsche Kultur im Exil).

- Der Film Escape to Life – The Erika and Klaus Mann Story aus dem Jahr 2000 ist eine Dokumentation des Lebens von Erika und Klaus Mann von Andrea Weiss und Wieland Speck mit Maren Kroymann und Cora Frost.

## Ausgaben
- Erika Mann, Klaus Mann: Escape to Life. Houghton Mifflin, Boston 1939.
- Erika Mann, Klaus Mann: Escape to Life. Deutsche Kultur im Exil. Herausgegeben und mit einem Nachwort von Heribert Hoven. Ed. Spangenberg, München 1991 (erste deutschspr. Ausgabe), ISBN 3-89409-055-3
- Erika Mann, Klaus Mann: Escape to Life. Deutsche Kultur im Exil (= Rororo 13992), Herausgegeben und mit einem Nachwort von Heribert Hoven, Rowohlt, Reinbek bei Hamburg 1996, ISBN 3-499-13992-8.